# Cubel
Cubel là một đô thị ở tỉnh Zaragoza, Aragon, Tây Ban Nha. Theo điều tra dân số 2004 của Viện thống kê Tây Ban Nha (INE), đô thị này có dân số là 198 người. Diện tích đô thị này là ki-lô-mét vuông. Đô thị này nằm ở độ cao 1108 m trên mực nước biển.
Cubel có cự ly cách: Zaragoza 112 km. Các đô thị giáp ranh: Atea (đông bắc), Orcajo (đông bắc), Used (9 km, đông nam), Torralba de los Frailes (8 km, nam), Aldehuela de Liestos (7 km, tây nam), Abanto (7 km, tây bắc) y Pardos (5 km).